# پاترسیا برسلین
پاترسیا برسلین (انگلیسی: Patricia Breslin؛ ۱۷ مارس ۱۹۳۱ – ۱۲ اکتبر ۲۰۱۱) یک هنرپیشه اهل ایالات متحده آمریکا بود.